# Mímir Kristjánsson

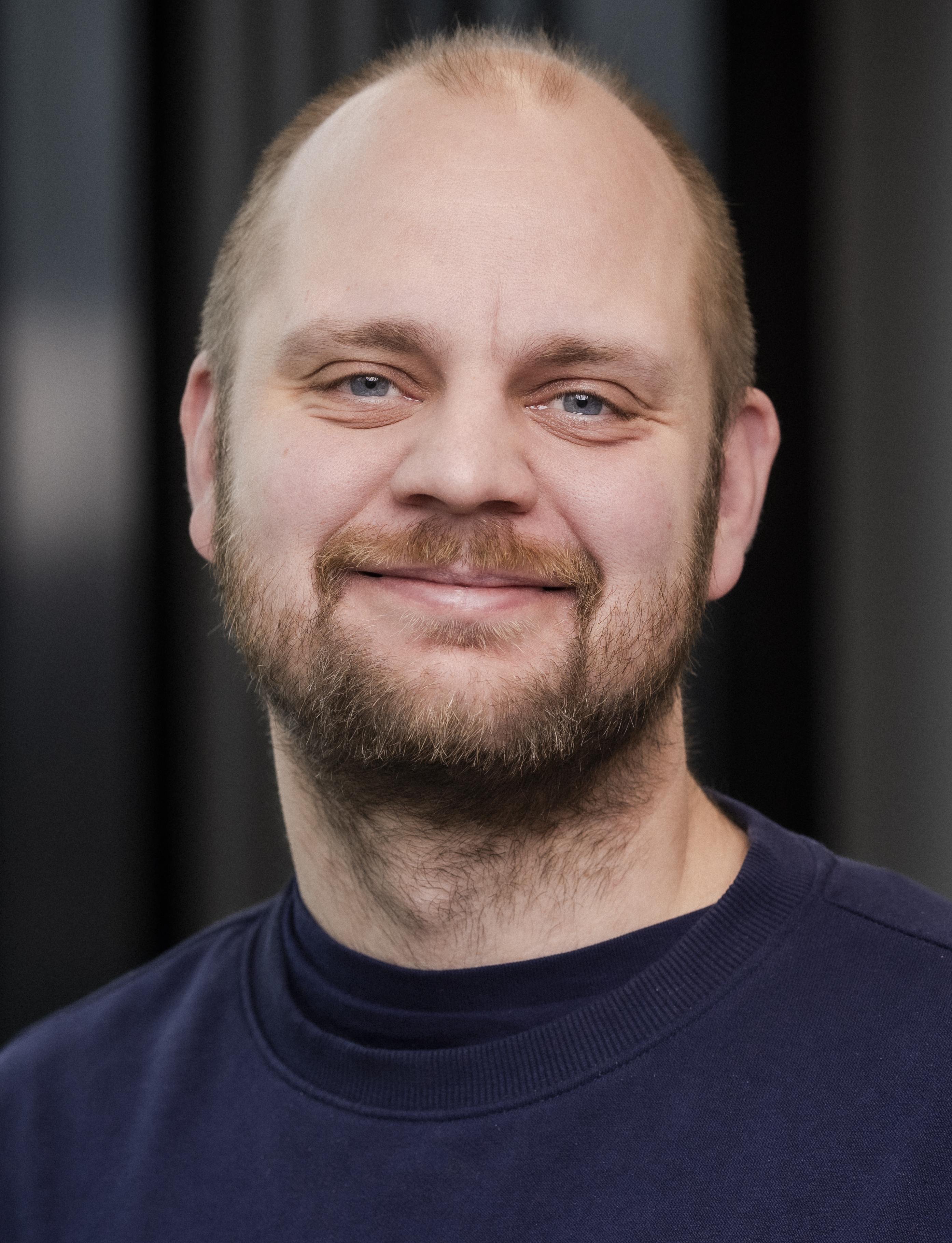
Mímir Kristjánsson, 2025

Kristján Mímir Kristjánsson (* 17. August 1986) ist ein norwegischer Journalist, Autor und Politiker der sozialistischen Partei Rødt. Seit 2021 ist er Abgeordneter im Storting.

## Leben
Kristjánsson stammt aus der Stadt Stavanger und ist der Sohn eines isländischen Vaters und einer norwegischen Mutter. Er besuchte die Stavanger Katedralskole. Als Jugendlicher war er zunächst in der Organisation Arbeidernes Ungdomsfylking (AUF), der Parteijugend der Arbeiderpartiet, engagiert. Er ging später zur Rødt-Parteijugend, der Rød Ungdom, über. Durch einen Auftritt bei einem Parteitag der christdemokratischen Kristelig Folkeparti (KrF) im Jahr 2004, den Kristjánsson als „Aktion gegen Homophobie“ bezeichnete, sorgte er für nationales Aufsehen. Zwischen 2006 und 2008 fungierte er als Vorsitzender der Rød Ungdom.
Er begann als Journalist bei der Zeitung Klassekampen zu arbeiten. Im Jahr 2011 veröffentlichte er mit De superrike (deutsch Die Superreichen) sein erstes Buch. Im selben Jahr erklärte er in einem Interview, dass er seit sechs Jahren an der Universität Oslo eingeschrieben gewesen sei, ohne eine einzige Prüfung geschrieben zu haben. Später wurde er Redakteur bei Klassekampen.
Bei der Kommunalwahl im Herbst 2019 trat Kristjánsson als Bürgermeisterkandidat für die Partei Rødt in Stavanger an. Dazu beendete er im Frühjahr 2019 seine Arbeit in Oslo als Redakteur bei Klassekampen. Während des Wahlkampfes veröffentlichte er das Buch Mamma er trygda über seine an Krebs erkrankte Mutter. Er zog schließlich in den Stadtrat von Stavanger ein. Kristjánsson war Teilnehmer der 2020er-Staffel der Reality-Show Farmen kjendis. Diese wurde bei TV 2 ausgestrahlt. Vor der Parlamentswahl 2021 wurde er zum Listenführer der Rødt im Wahlkreis Rogaland gewählt. Er zog bei der Wahl schließlich erstmals in das Parlament ein. Kristjánsson wurde dort Mitglied im Arbeits- und Sozialausschuss. Im August 2024 veröffentlichte er das Buch Pabbi – En familiesaga om drukkenskap.

## Werke
- 2011: De superrike
- 2013: Slik blir du superrik
- 2015: Friheit, likhet, Island
- 2018: Hva ville Gerhardsen gjort?
- 2019: Mamma er trygda
- 2020: Tranmæls metode
- 2024: Pabbi – En familiesaga om drukkenskap